# Modrá
Modrá är en ort i Tjeckien.   Den ligger i distriktet Okres Uherské Hradiště och regionen Zlín, i den östra delen av landet, 240 km sydost om huvudstaden Prag. Modrá ligger 220 meter över havet och antalet invånare är 635.
Terrängen runt Modrá är platt åt sydost, men åt nordväst är den kuperad. Runt Modrá är det tätbefolkat, med 343 invånare per kvadratkilometer. Närmaste större samhälle är Uherské Hradiště, 6,2 km sydost om Modrá. Trakten runt Modrá består till största delen av jordbruksmark.